# Casa Sileta
La casa Sileta, també coneguda com a Cal Capell o Cal Colom, és un edifici de Tarroja de Segarra (Segarra) inclòs a l'Inventari del Patrimoni Arquitectònic de Catalunya.

## Descripció
Es tracta d'una casa senyorial, que, tot i les diverses remodelacions que ha sofert al llarg dels temps, conserva l'essència dels palaus florentins.
És una construcció de tres pisos, tot i que s'adequa al desnivell del territori i en presenta un més a la façana lateral.

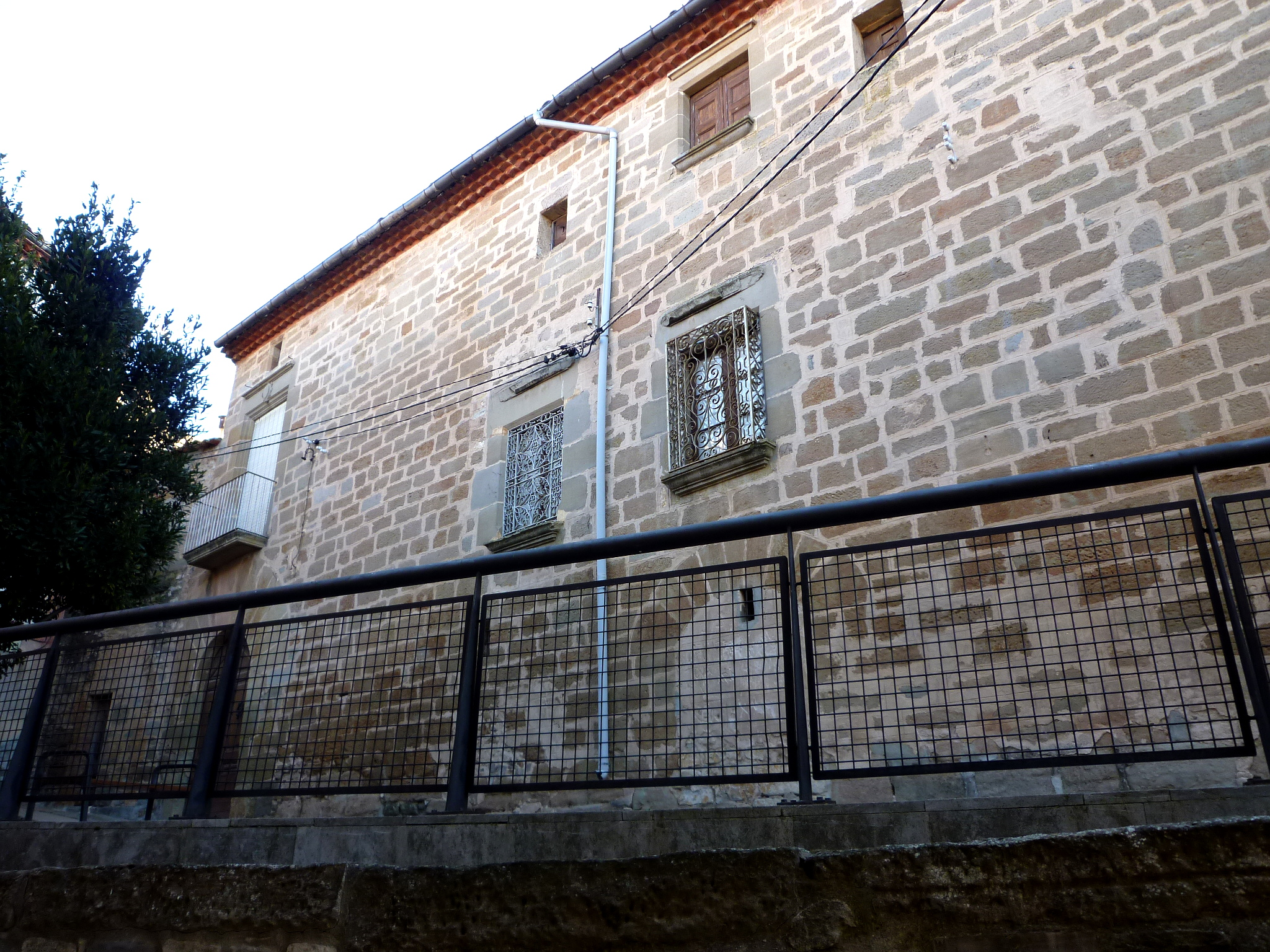
Façana de la placeta

La façana principal és molt sòbria i té una portada d'accés d'arc de mig punt dovellada amb una mènsula a la clau, i dues finestres laterals reixades amb filigranes. Als pisos superiors trobem finestres senzilles que no tenen cap interès especial. A través d'una arcada baixem pel C/ del Portal Baix i observem la façana lateral de l'edifici, on hi ha quatre finestres rectangulars al segon pis emmarcades per carreus, tres balcons amb baranes de forja i un amb balustre de pedra al tercer pis, i cinc finestres rectangulars, dues més petites, envoltades per carreus, al quart pis. Del tercer pis de l'edifici en surt una passarel·la amb balustre de pedra que comunica amb unes dependències que s'afegeixen l'any 1888, tal com ens indica la inscripció d'una llinda.
Aquesta segona façana es troba totalment arrebossada i pintada de blanc, mentre que la principal conserva les filades de carreus regulars ben escairats.

## Història
A l'interior de la casa hi ha un escut nobiliari que sembla pertànyer a la primitiva Casa Colom. La família Capell va adquirir la casa, sent també un dels més importants llinatges de l'Edat Mitjana a Tarroja. La família Sileta va comprar la casa durant el segle xx.